# Sclerochilus truncatus
Sclerochilus truncatus är en kräftdjursart som först beskrevs av Malcomson 1886.  Sclerochilus truncatus ingår i släktet Sclerochilus och familjen Bythocytheridae. Inga underarter finns listade i Catalogue of Life.